# Miralem Pjanić
Miralem Pjanić (bs [mirâːlem pjâːnitɕ]; n. 2 aprilie 1990, Tuzla, Iugoslavia) este un fotbalist bosniac, luxemburghez și francez, care joacă pe post de mijlocaș la CSKA Moscova în Prima Ligă Rusă. Pe plan internațional, are prezențe la națională pentru Bosnia și Herțegovina, Luxemburg U17⁠(d), Luxemburg U19⁠(d) și Bosnia și Herțegovina U21⁠(d).
În timpul petrecut la AS Roma a fost poreclit „Il Piccolo Principe“ („Micul Prinț“, referindu-se, la momentul respectiv, la vârsta fragedă și la colaborarea cu „Re di Roma“ („Regele Romei“), Francesco Totti; bosniacă "Mali Princ") , poreclă care este folosită și de fanii și presa din Bosnia și Herțegovina, în timp ce la Torino este numit afectuos „Il Pianista” („pianistul”, bosniacă "Pijanist"; făcând referire la numele său de familie și rolul său de creator pe teren).
Pjanić si-a început cariera de fotbalist profesionist la Metz, jucând acolo pentru un sezon. El a semnat cu Lyon în 2008, înainte de a ajunge la AS Roma în 2011, după trei sezoane la Lyon. În timpul petrecut la Roma, a devenit unul dintre cei mai buni mijlocași din Serie A, făcând-o pe Juventus să îl transfere în 2016. Pjanić a fost considerat un jucător cheie pentru Juventus, câștigând de două ori Serie A și Coppa Italia și fiind numit de două ori în echipa anului în Serie A: 2015-2016 și 2016-2017. El a fost, de asemenea, numit în echipa Ligii Campionilor a sezonului 2016-2017, pentru rolul său în drumul parcurs de Juventus până în finala competiției.
Un fost tânăr internațional luxemburghez, Pjanić și-a făcut debutul internațional la seniori pentru Bosnia și Herțegovina în 2008, strângând peste 80 de selecții și marcând 13 goluri de atunci. El și-a reprezentat țara la primul ei turneul final, Campionatul Mondial din 2014.
În 2015, el a fost clasat pe locul 55 în lista The Guardian a celor mai buni 100 de fotbaliști din lume.

## Tinerețe
Pjanić s-a născut la 2 aprilie 1990 la Tuzla, FR Iugoslavia, actuala Bosnia și Herțegovina, avându-i ca părinți pe Fahrudin și Fatima. Pasiunea pentru fotbal i-a fost insuflată de tatăl său, un fost fotbalist din a treilea divizie a Iugoslaviei, și și-a început cariera de fotbalist în Luxemburg după sosirea familiei sale în țară cu puțin timp înainte de izbucnirea Războiului Bosniac. La Luxemburg, Pjanić a participat frecvent la antrenamente și la meciuri cu tatăl său. La vârsta de șapte ani, tatăl său a descoperit că fiul său are talent și îi place fotbalul așa că  i-a dat voie să se alăture clubului local FC Schifflange 95 din Schifflange. În timp ce juca pentru Schifflange, Pjanić a atras interes din partea a mai multor cluburi belgiene, olandeze și germane, dar a ales până la urmă să joace pentru Metz în Franța în 2004. Pjanić a fost recomandat lui Metz de fostul său jucător și internațional luxemburghez, Guy Hellers.

## Cariera pe echipe

### Metz
Pjanić s-a alăturat echipei Metz la vârsta de 14 ani și a petrecut aproximativ trei ani la academia clubului. În sezonul 2005-2006, a jucat în echipa sub 16 ani care a câștigat Championnat National des 16 ans și, după sezon, a semnat un contract pe cinci ani cu clubul. După ce a petrecut sezonul 2006-2007 la echipa sub 18 ani a clubului, Pjanić a fost promovat la echipa de amatori a clubului din Championnat de France de amatori pentru sezonul 2007-2008. A jucat în primele două meciuri ale campaniei înainte de a fi chemat la echipa mare de către antrenorul Francis De Taddeo. Pjanić și-a făcut debutul în fotbalul profesionist, la vârsta de 17 ani, la 18 august 2007, într-un meci de campionat împotriva lui Paris Saint-Germain. A apărut intrat din postura de rezervă într-o remiză scor 0-0. În săptămâna următoare a fost titular pentru prima dată într-o înfrângere cu 2-0 cu Rennes.
După o serie de meciuri bune, Pjanić a semnat primul său contract la profesioniști la 30 noiembrie 2007, semnând un contract pe trei ani cu Metz până în 2010. După ce a devenit profesionist, i s-a atribuit tricoul cu numărul 15. Pjanić a marcat primul gol pentru Metz pe 15 decembrie 2007 într-o înfrângere cu 2-1 împotriva lui Sochaux, transformând un penalty în minutul 88, devenind astfel unul dintre cei mai tineri jucători care a înscris un gol în istoria Ligue 1. Printre alte performanțe pozitive se numără un alt gol marcat din penalty într-o înfrângere cu 1-2 la Nisa și golul marcat în ultima zi a sezonului împotriva lui Le Mans într-o victorie palpitantă cu 4-3.
Jocul lui Pjanić în Coupe de France a fost unul bun, începând ca titular în toate cele patru meciuri ale clubului. A dat mai multe pase de gol în partida câștigată cu 6-1 la Vesoul Haute-Saône. În runda următoare, Pjanić a marcat golful final al lui Metz din victoria 3-0 de la Strasbourg și a jucat 90 de minute în fața lui Lorient în optimi, ajutându-și clubul care în acea perioadă se chinuia în campionatul intern, să ajungă în sferturile de finală ale Cupei Franței. Metz a fost eliminată în cele din urmă de viitoarea campioană Lyon. În total, Pjanić a jucat 38 de meciuri și a marcat 5 goluri cu Metz. Pentru eforturile sale, el a fost nominalizat la premiul Cel mai bun jucător tânăr în Ligue 1, câștigat de Hatem Ben Arfa.
Deși Pjanić s-a aflat într-o formă excelentă pe tot parcursul sezonului, Metz a retrogradat în Ligue 2, ducând la speculații că tânărul este urmărit de o serie de cluburi engleze Arsenal și Chelsea, cluburile spaniole Barcelona și Real Madrid, cluburile italiene Milano și Inter, și clubul francez Lyon care a reușit să-l transfere.

### Lyon
În ciuda faptului că Metz a primit numeroase oferte pentru serviciile jucătorului, pe 6 iunie 2008, Pjanić și Metz au ajuns la un acord cu Olympique Lyonnais pentru transferul jucătorului. Pjanić a fost de acord cu un contract pe cinci ani, în timp ce suma de transfer a fost estimată la 7,5 milioane de euro plus bonusuri.
Adus pentru a-l înlocui pe Juninho, Pjanić a primit inițial numărul 12 pe tricou, dar a trecut la numărul 18 în pre-sezon și a debutat pentru echipă la Trofeul Campionilor învingând-o pe Bordeaux. El și-a făcut debutul în campionat în prima etapă a sezonului împotriva lui Toulouse, jucând întregul meci într-o victorie de 3-0. Sezonul de debut al lui Pjanić la Lyon, a fost întrerupt la jumătate după ce și-a fracturat fibula într-un meci împotriva lui Sochaux în octombrie 2008, ca urmare a unui fault dur făcut de Stéphane Dalmat. În ciuda faptului că s-a crezut că va lipsi o lună, a lipsit două și a revenit pe 3 ianuarie 2009 în victoria cu 6-0, în fața clubului de amatori US Concarneau în Coupe de France, jucând 66 de minute.
Pentru sezonul 2009-2010, Pjanić a primit tricoul cu numărul 8, purtat anterior de predecesorul pe postul său, Juninho. A început sezonul puternic, marcând primul gol din carieră pentru Lyon, cu o lovitură liberă în meciul de playoff cu clubul belgian Anderlecht din Liga Campionilor UEFA. Lyon a câștigat meciul cu 5-1. Câteva zile mai târziu, a marcat primul gol pentru Lyon în campionat, în care echipa lui a câștigat cu 3-0 la Auxerre. Pjanić și-a continuat forma bună în Liga Campionilor, înscriind singurul gol în meciul de deschidere al grupei împotriva clubului italian Fiorentina. În al doilea meci de grupe cu clubul maghiar Debreceni, a marcat din nou, prin lovitură liberă și a dat două pase de gol în victoria clubului cu 4-0. Pe 10 martie 2010, Pjanić a înscris golul egalizator în remiza cu Real Madrid în returul optimilor din Liga Campionilor. Lyon a ajuns până în sferturile de finală mulțumită victoriei cu 1-0 în prima etapă de pe Stade Gerland.
Pjanić a început sezonul 2010-2011 ca titular și a jucat în primele trei meciuri ale echipei. Cu toate acestea, după sosirea lui Yoann Gourcuff, a început să apară fie din nou rezervă, intrând pe teren în campionat din această postură în următoarele șapte meciuri ale echipei. Pe 29 septembrie 2010, Pjanić a marcat primul gol al sezonului în victoria echipei cu 3-1 asupra clubului israelian Hapoel Tel Aviv în Liga Campionilor UEFA. Ca urmare a formei sale bune, Claude Puel a început sa experimenteze jucând atât cu Gourcuff cât și Pjanić în mijlocul terenului, dar după ce i-a jucat pe cei doi într-o victorie cu 2-0 asupra clubului portughez Benfica în Liga Campionilor si o remiză cu Rennes din campionat, scor 1-1, această tactică a fost abandonată.

### Roma

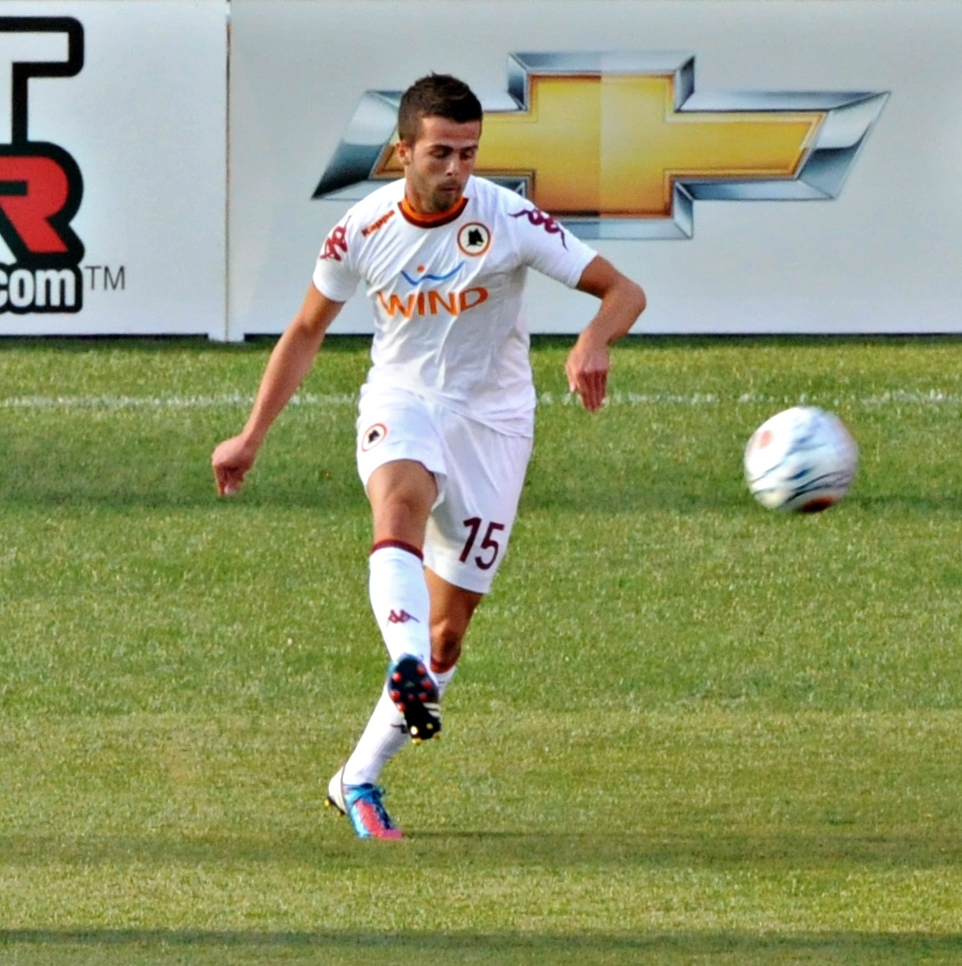
Pjanić jucând pentru AS Roma în 2012

La 31 august 2011, Pjanić a semnat un contract pe patru ani cu clubul italian AS Roma, iar suma de transfer a fost de 11 milioane de euro. A marcat primul gol pentru Roma împotriva lui Lecce.
Pjanić a început sezonul 2012-2013 pe bancă. A primit o șansă în Derby della Capitale și a marcat un gol. Din acel meci, a început să joace în mod regulat și a marcat încă un gol în victoria cu 2-0 asupra lui Torino și unul în Coppa Italia împotriva Atalantei. În sezonul 2013-2014, sub noul antrenor de la Roma, Rudi Garcia, a fost un titular la mijlocul terenului în sistemul 4-3-3, jucând un rol cheie în echipa care avea să obțină zece victorii în primele zece meciuri de Serie A.
Pjanić a marcat 6 goluri și a dat multe pase de gol în sezonul 2013-2014. La 25 aprilie 2014, a marcat primul gol în victoria cu 2-0 a lui AS Roma cu AC Milan; golul a venit dintr-o acțiune  individuală a lui Pjanić, după ce i-a driblat pe Sulley Muntari, Riccardo Montolivo și Adil Rami înainte de a marca în dreapta portarului.
La 11 mai 2014, Pjanić a semnat un nou contract care până pe 30 iunie 2018. Într-un turneu amical din Denver, în iulie, a marcat din propria jumătate, dar Roma a pierdut cu 3-2 în fața lui Manchester United. În sezonul 2014-2015, a început să fie considerat o stea în plină creștere în fotbalul italian, înscriind de 5 ori și dând 10 pase de gol.
În sezonul 2015-2016, Pjanić a marcat un gol din lovitură liberă cu Juventus pe 30 august și înscriind mai multe goluri, inclusiv în Liga Campionilor împotriva lui Bayer Leverkusen. Până la pauza din ianuarie, a marcat 7 goluri și a dat încă 5 pase de gol, fiind dorit de Barcelona și Real Madrid în fereastra de transfer de iarnă. Spre sfârșitul sezonului, zvonurile posibilei plecării lui Pjanić de la AS Roma s-au răspândit în presa, deoarece el a fost dorit de Juventus. A terminat sezonul cu 10 goluri în campionat și 12 în toate competițiile, având și cele mai multe pase de gol date în Serie A pentru al doilea sezon consecutiv, la egalitate cu Paul Pogba de la Juventus, cu 12 pase.

### Juventus
La 13 iunie 2016, Pjanić s-a alăturat echipei Juventus pe un contract de cinci ani pentru o sumă de transfer de 32 de milioane de euro, încheind o perioadă de cinci ani la Roma. A ales tricoul cu numărul 5 pentru începutul noului sezon. Pe 10 septembrie, Pjanić a marcat în debutul său într-o victorie cu scorul de 3-1 cu Sassuolo. După ce a câștigat Cupa Italiei și Serie A în primul său sezon, a ratat tripla, după ce a pierdut în finala Ligii Campionilor cu Real Madrid.
Cel de-al doilea sezon al lui Pjanić la Juventus a început cu o înfrângere, scor 2-3 cu Lazio în Supercoppa Italiana din 2017. A marcat primul gol al sezonului în derby-ul orașului împotriva lui Torino, la 23 septembrie 2017. Juventus a câștigat meciul cu 4-0. La 28 februarie, Pjanić a marcat o dintr-un penalty crucial împotriva lui Atalanta care a trimis-o pe Juventus în finala Coppei Italiei din 2018. Juventus a câștigat această finală, iar Pjanić a dat o pasă de gol în meciul cu Milan pe 9 mai 2018. Patru zile mai târziu, Pjanic a devenit din nou campion în Serie A într-un meci împotriva vechiul său club AS Roma, reușind a doua dublă cupă-campionat, în două sezoane. La 19 mai, în ultimul meci al sezonului, a marcat al șaselea gol al sezonului, marcând dintr-o lovitură liberă într-o victorie cu 2-1 de pe teren propriu a lui Juventus cu Hellas Verona.
La începutul celui de-al treilea sezon la echipă, Pjanić a semnat un nou contract pe cinci ani. El a înscris primul gol al sezonului într-o victorie acasă cu 2-0 cu Lazio la 25 august 2018. La 19 septembrie, în primul său sezon în Liga Campionilor UEFA, Pjanić și-a ajutat echipa să câștige împotriva Valenciei într-o victorie cu 2-0. La 6 octombrie, într-un meci împotriva lui Udinese, el a jucat în cel de-al 100-lea meci pentru Juventus.

## Cariera internațională

### Luxemburg
Deoarece și-a petrecut copilăria în Luxemburg, Pjanić a devenit eligibil pentru echipa națională și a început să joace pentru echipele de tineret ale țării. El a reprezentat Luxemburgul laCampionatul European sub 17 ani din 2006, la care Luxemburgul a fost calificată automat din postura de gazde. El a marcat singurul gol al lui Luxemburg de la turneu. În același an a marcat 4 goluri într-un meci împotriva Belgiei, care s-a încheiat cu scorul de 5-5. Înainte să-și aleagă echipa națională, Pjanić era eligibil să reprezinte Luxemburgul și Bosnia și Herțegovina.

### Bosnia si Hertegovina

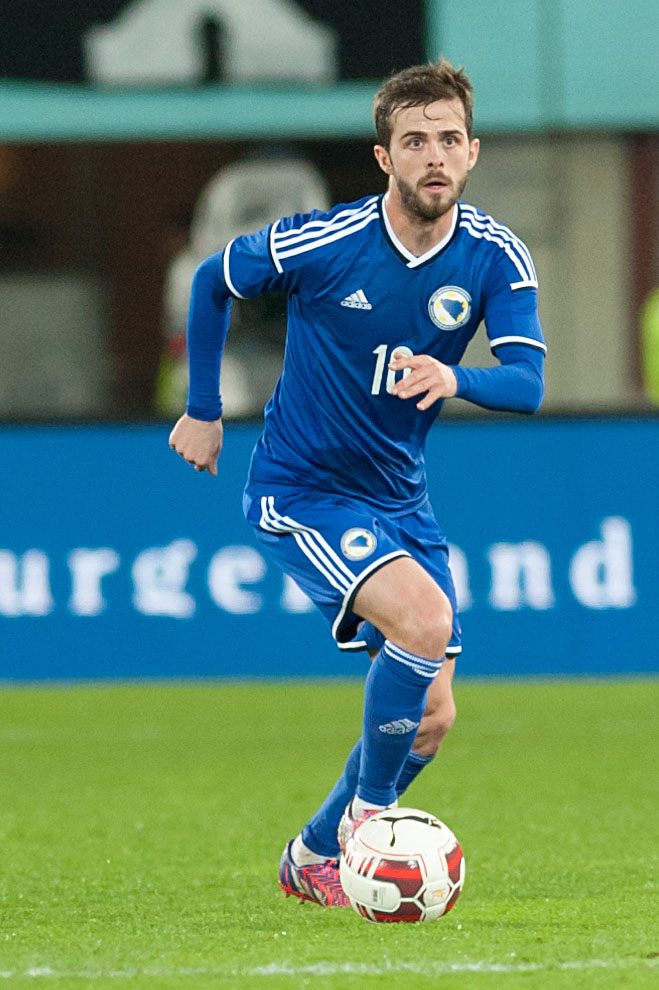
Pjanić jucând pentru Bosnia și Herțegovina în 2015

În mai 2008, în timpul unui interviu pentru ziarul bosniac, Pjanić a declarat că dorește să joace pentru Bosnia și Herțegovina. În cele din urmă, oficialii Federației de Fotbal din Bosnia și Herțegovina au luat notă de declarație, iar Pjanić a fost chemat la echipa de sub 21 de ani a țării. Cu toate acestea, din cauză că Pjanić nu mai avea un pașaport bosniac valabil și avea nevoie de aprobarea FIFA pentru a schimba naționalitățile, nu i s-a permis să fie chemat la echipa mare. După o așteptare de opt luni și după implicarea lui Željko Komšić, membru al Președinției de trei persoane din Bosnia și Herțegovina, Pjanić a primit un pașaport bosniac la începutul anului 2008.
A debutat pentru Bosnia și Herțegovina la 20 august 2008, într-o înfrângere cu 1-2 în fața Bulgariei. La 3 martie 2010, a marcat primul său gol internațional în victoria cu 2-1 asupra Ghanei în Saraievo.
Pjanić a fost instrumental în calificarea Bosniei și Herțegovinei la Campionatul Mondial FIFA 2014, prima lor competiție majoră, și a fost numit în lotul definitiv de 23 de oameni pentru turneu. El a debutat în meciul de deschidere al echipei, o înfrângere la limită cu Argentina de pe Estádio do Maracana. La 25 iunie, în timpul ultimului meci din grupe cu Iran, Pjanić a marcat un gol, ceea ce a dus la o victorie cu 3-1, fiind prima victorie a Bosniei și Herțegovinei la Campionatul Mondial.

## Stil de joc
Supranumit „il Piccolo Principe“ („Micul Prinț “) la AS Roma, Pjanic a fost considerat ca fiind unul dintre cei mai promițători mijlocași tineri ai generației sale, și a fost inclus de Don Balón în lista cu cei mai buni tineri jucători din lume în 2010; el a fost criticat doar pentru că se enerva repede la interviurile de după meci. Antrenorul său de la Juventus, Massimiliano Allegri, l-a apreciat ca fiind un potențial mijlocaș de clasă mondială în 2016, mai târziu adăugând că, deși era extrem de talentat, trebuia să rămână mai „calm și concentrat” pentru a-și îndeplini potențialul; în consecință, în sezonul 2016-2017 a fost unul dintre cei mai buni mijlocași din Europa. Deși el nu are o viteză ieșită din comun, și nu este înzestrat nici cu calități atletice sau forță fizică, Pjanic a fost descris ca fiind un „playmaker eficient de modă veche cu calități tehnice uriașe”. Un mijlocaș talentat, creativ, dinamic și tenace, Pjanić este, de obicei, distribuit într-un rol central în mijlocul terenului, sau ca play-maker în fața apărării, deși versatilitatea lui tactică, aportul adus defensivei și rata de muncă îi permit să joace în mai multe poziții la mijlocul terenului, jucând și în roluri mai avansate ca mijlocas ofensiv, și ocazional ca al doilea vârf. Principalul atribut al lui Pjanić îl reprezintă gama de abilități de trecere, dribling și viziune, ceea ce îl face un furnizor excelent de pase și îi permite să dicteze viteza jocului echipei sale la mijlocul terenului și să orchestreze oportunități de gol pentru coechipierii săi. Cunoscut pentru viziunea de la mijlocul terenului și șutul său puternic de la distanță, Pjanic este, de asemenea, cunoscut pentru capacitatea de a-și crea ocazii de gol venind din spate în careu. Un specialist al loviturilor libere, el este foarte apreciat pentru precizia execuțiilor, efectul pe care îl imprimă asupra mingii la executarea unei lovituri libere, precum și crearea de ocazii din nimic; în 2015, a fost descris drept cel mai bun executant de lovituri libere din lume de către  specialistul în executarea lor și fostul coleg de la Lyon Juninho. Talentul precoce al lui Pjanić, abilitățile de coordonator și capacitatea de a înscrie multe goluri de la lovituri libere l-au făcut să fie considerat drept un potențial moștenitor al lui Juninho la Lyon. Totuși, în ciuda abilităților sale și a laudelor pe care le-a strâns de la specialiști, datorită stilului său elegant și creativ de joc, Pjanić a atras, de asemenea, critici în mass-media pentru fluctuațiile sale de formă.

## Viața personală
Pjanić este musulman. Are un fiu pe nume Edin, cu partenera sa, Josepha din Nisa.
Pe lângă bosniaca sa nativă, Pjanić este fluent în alte 5 limbi: luxemburgheză, franceză, engleză, germană și italiană.
Pjanić este înscris la Universitatea din Saraievo, specializarea sport și educație fizică.
Pe parcursul sezonului 2017-2018, Pjanić a apărut în seria de documentare a Netflix, numită First Team: Juventus.

## Statistici privind cariera

### Club
Din 12 mai 2019 
| Club          | Sezon         | Campionat     | Campionat | Campionat | Cupă    | Cupă   | Cupa Ligii | Cupa Ligii | Europa  | Europa | Altele  | Altele | Total   | Total  |
| Club          | Sezon         | Divizie       | Meciuri   | Goluri    | Meciuri | Goluri | Meciuri    | Goluri     | Meciuri | Goluri | Meciuri | Goluri | Meciuri | Goluri |
| ------------- | ------------- | ------------- | --------- | --------- | ------- | ------ | ---------- | ---------- | ------- | ------ | ------- | ------ | ------- | ------ |
| Metz          | 2007–2008     | Ligue 1       | 32        | 4         | 4       | 1      | 2          | 0          | –       | –      | –       | –      | 38      | 5      |
| Lyon          | 2008–2009     | Ligue 1       | 20        | 0         | 2       | 0      | 0          | 0          | 1       | 0      | 1       | 0      | 24      | 0      |
| Lyon          | 2009–2010     | Ligue 1       | 37        | 6         | 0       | 0      | 2          | 0          | 14      | 5      | –       | –      | 53      | 11     |
| Lyon          | 2010–2011     | Ligue 1       | 30        | 3         | 0       | 0      | 1          | 0          | 8       | 1      | –       | –      | 39      | 4      |
| Lyon          | 2011–2012     | Ligue 1       | 3         | 1         | 0       | 0      | 0          | 0          | 2       | 0      | –       | –      | 5       | 1      |
| Lyon          | Total         | Total         | 90        | 10        | 2       | 0      | 3          | 0          | 25      | 6      | 1       | 0      | 121     | 16     |
| Roma          | 2011–2012     | Serie A       | 30        | 3         | 1       | 0      | –          | –          | –       | –      | –       | –      | 31      | 3      |
| Roma          | 2012–2013     | Serie A       | 27        | 3         | 2       | 1      | –          | –          | –       | –      | –       | –      | 29      | 4      |
| Roma          | 2013–2014     | Serie A       | 35        | 6         | 3       | 0      | –          | –          | –       | –      | –       | –      | 38      | 6      |
| Roma          | 2014–2015     | Serie A       | 34        | 5         | 2       | 0      | –          | –          | 10      | 0      | –       | –      | 46      | 5      |
| Roma          | 2015–2016     | Serie A       | 33        | 10        | 1       | 0      | –          | –          | 7       | 2      | –       | –      | 41      | 12     |
| Roma          | Total         | Total         | 159       | 27        | 9       | 1      | –          | –          | 17      | 2      | –       | –      | 185     | 30     |
| Juventus      | 2016–2017     | Serie A       | 30        | 5         | 4       | 2      | –          | –          | 12      | 1      | 1       | 0      | 47      | 8      |
| Juventus      | 2017–2018     | Serie A       | 31        | 5         | 4       | 1      | –          | –          | 8       | 1      | 1       | 0      | 44      | 7      |
| Juventus      | 2018–2019     | Serie A       | 30        | 2         | 2       | 0      | –          | –          | 10      | 2      | 1       | 0      | 43      | 4      |
| Juventus      | Total         | Total         | 91        | 12        | 10      | 3      | –          | –          | 30      | 4      | 3       | 0      | 134     | 19     |
| Total carieră | Total carieră | Total carieră | 372       | 53        | 25      | 5      | 5          | 0          | 72      | 12     | 4       | 0      | 478     | 70     |

1. ↑  Meciuri în Trophée des Champions 2008
2. ↑  Meci în Supercoppa Italiana 2016
3. ↑  Meci în Supercoppa Italiana 2017
4. ↑  Meci în Supercoppa Italiana 2018

### Internațional
Din 26 martie 2019 
| Echipă națională      | An    | Meciuri | Goluri |
| --------------------- | ----- | ------- | ------ |
| Bosnia si Hertegovina |       |         |        |
| 2008                  | 4     | 0       |        |
| 2009                  | 9     | 0       |        |
| 2010                  | 8     | 3       |        |
| 2011                  | 9     | 1       |        |
| 2012                  | 8     | 2       |        |
| 2013                  | 8     | 2       |        |
| 2014                  | 10    | 1       |        |
| 2015                  | 9     | 0       |        |
| 2016                  | 7     | 3       |        |
| 2017                  | 3     | 0       |        |
| 2018                  | 8     | 0       |        |
| 2019                  | 2     | 1       |        |
| Total                 | Total | 85      | 13     |

### Goluri internaționale
Secțiunea scor arată scorul la momentul marcării golului de către Pjanić.
| Gol | Dată               | Stadion                                               | Adversar  | Scor | Rezultat | Competiție                                 |
| --- | ------------------ | ----------------------------------------------------- | --------- | ---- | -------- | ------------------------------------------ |
| 1.  | 3 martie 2010      | Asim Ferhatović Hase, Sarajevo, Bosnia și Herzegovina | Ghana     | 2–1  | 2–1      | Amical                                     |
| 2.  | 3 septembrie 2010  | Stade Josy Barthel, Luxemburg, Luxemburg              | Luxemburg | 2–0  | 3–0      | Calificări UEFA Euro 2012                  |
| 3.  | 17 noiembrie 2010  | Štadión Pasienky, Bratislava, Slovacia                | Slovacia  | 2–1  | 3–2      | Amical                                     |
| 4.  | 7 octombrie 2011   | Bilino Polje, Zenica, Bosnia și Herzegovina           | Luxemburg | 4–0  | 5–0      | Calificări UEFA Euro 2012                  |
| 5.  | 11 septembrie 2012 | Bilino Polje, Zenica, Bosnia și Herzegovina           | Letonia   | 2–1  | 4–1      | Calificări la Campionatul Mondial din 2014 |
| 6.  | 16 octombrie 2012  | Bilino Polje, Zenica, Bosnia și Herzegovina           | Lituania  | 3–0  | 3–0      | Calificări la Campionatul Mondial din 2014 |
| 7.  | 6 februarie 2013   | Stadionul Stožice, Ljubljana, Slovenia                | Slovenia  | 2–0  | 3–0      | Amical                                     |
| 8.  | 7 iunie 2013       | Stadionul Skonto, Riga, Letonia                       | Letonia   | 4–0  | 5–0      | Calificări la Campionatul Mondial din 2014 |
| 9.  | 25 iunie 2014      | Arena Fonte Nova, Salvador, Brazilia                  | Iran      | 2–0  | 3–1      | Campionatul Mondial din 2014               |
| 10. | 25 martie 2016     | Stade Josy Barthel, Luxemburg, Luxemburg              | Luxemburg | 3–0  | 3–0      | Amical                                     |
| 11. | 29 martie 2016     | Letzigrund, Zürich, Elveția                           | Elveția   | 2–0  | 2–0      | Amical                                     |
| 12. | 13 noiembrie 2016  | Georgios Karaiskakis, Piraeus, Grecia                 | Grecia    | 1–0  | 1–1      | Calificări la Campionatul Mondial din 2018 |
| 13. | 26 martie 2019     | Bilino Polje, Zenica, Bosnia și Herzegovina           | Grecia    | 2–0  | 2–2      | Calificări UEFA Euro 2020                  |

## Titluri
- Seria A: 2016-2017, 2017-2018, 2018-2019
- Coppa Italia: 2016-2017, 2017-2018
- Supercoppa Italianaă: 2018

Individual
- Echipa Anului în Serie A: 2015-2016,[11] 2016-2017,[10] 2017-2018[118]
- Echipa sezonului în Liga Campionilor: 2016-2017[12]